# Маньйон
Маньйон (гал. Mañón, ісп. Mañón) — муніципалітет в Іспанії, у складі автономної спільноти Галісія, у провінції Ла-Корунья. Населення — 1622 осіб (2009).
Муніципалітет розташований на відстані близько 498 км на північний захід від Мадрида, 71 км на північний схід від Ла-Коруньї.
Муніципалітет складається з таких паррокій: Барес, Ас-Граньяс-до-Сор, Маньйон, Могор, Ас-Рібейрас-до-Сор.

## Демографія
Динаміка населення (INE ):

## Галерея зображень

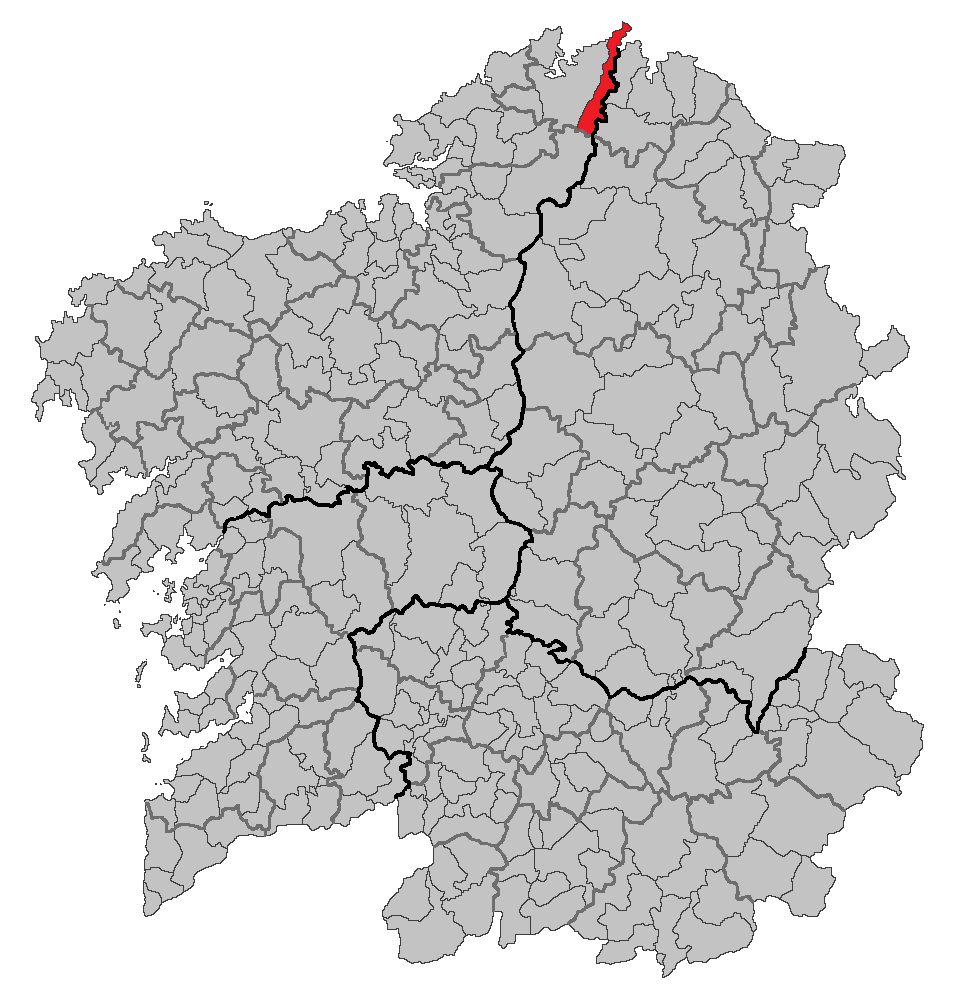
Розташування муніципалітету